# محمد بن جابر بن سنان البتاني
أَبُو عَبْدِ اللَّهِ مُحَمَّدْ بْنْ جَابِرْ بْنْ سَنَّانْ اَلْحَرَّانِي اَلْبِتَّانِي المعروف بـ«اَلْبِتَّانِي» نسبة إلى مسقط رأسه «بتان» والمُلقب بـ«بطليموس العرب»، عالم فلك ورياضيات عربي مسلم، وهو أحد نوابغ العلم في وقته. كان من أوائل العلماء المسلمين الذين وضعوا الرموز في تسهيل العمليات الرياضية. ويعتبره العالم الفرنسي جيروم لالاند أحد العشرين فلكياً الذين اسهموا في تطوير علم الفلك.

## مولده ونشأته
ولد أبو عبد اللّٰه البتاني حوالي عام (240هـ-854م) في «بتان» بإقليم حران. وينسب إقليم حران إلى حران التي تقع في شمال غرب الجزيرة الفراتية العليا بين مدينتي الرقة والرها. وكانت أسرته تدرّس قديمًا الديانة الصابئية، ثم أسلمت، ومنها جاءت نسبة «الصابئي».
أمضى البتاني معظم حياته يرصد الأجرام السماوية بمرصد الرقة أو مرصد البتاني من عام (264هـ-878م) حتى عام (306هـ -918م).

## دراسته وحياته العلمية
لا تتوافر تفاصيل عن أساتذة البتاني والمرحلة التعليمية في حياته، لكن المعروف أن علي بن عيسى الأسطرلابي ويحيى بن أبي منصور كانا أكبر الفلكيين في العصر الذي نشأ فيه، ويحتمل أنه تتلمذ على أحدهما -خصوصًا وإن الأول كان حرانيًا مثله- أو على بعض تلاميذهما. الأمر المؤكد أن البتاني قد استوعب المؤلفات الفلكية المتوافرة في عصره، خصوصًا المجسطي لبطلميوس، والذي كتب فيما بعد تعليقًا عليه وانتقد بعض أراء بطليموس الواردة فيه.
ذكر ابن النديم في «الفهرست» أن البتاني بدأ رحلته مع الرصد الفلكي عام (264هـ-878م).
ومن الثابت أن البتاني أقام فترة بمدينة الرقة، وأجرى بها قسمًا من أرصاده التي تواصلت حتى عام (306هـ-918م) وفقًا لما ذكره ابن النديم، وأنه أقام فترة أخرى بمدينة أنطاكية بشمال سوريا حيث أنشأ المرصد الذي عرف باسم مرصد البتاني.
ولقد نشأ في عائلة جُلّ أفرادها علماء، فهو ابن أخت العالم العربي المسلم «ثابت بن قرة» (ت 288هـ-901م).

## إنجازات البتاني العلمية
حقق البتاني إنجازات بارزة في علم الهيئة (الفلك)، بالإضافة إلى إنجازاته في العلوم الرياضية (حساب المثلثات، والجبر والهندسة) والجغرافيا. ونظرًا لروعة إنجازاته الفلكية، حاز لقب «بطليموس العرب» تشبيهًا له بالعالم الفلكي والرياضي والجغرافي الإسكندري «كلوديوس بطليموس» الذي عاش في القرن الثاني الميلادي.
والبتاني يعرف في الغرب باسمه المحرف «ألباتيجنوس» (Albategnius) و«ألباتيجين» (Albategni).

### إنجازات البتاني في علم الفلك
أهم إنجازات البتاني الفلكية، أرصاده الصحيحة التي تعد أدق ما أجراه الفلكيون العرب من أرصاد، ومن أدق الأرصاد التي أجريت حتى القرن السابع عشر، الأمر الذي ما زال يثير دهشة وإعجاب علماء الفلك، نظرًا لافتقار البتاني للآلات الفلكية الدقيقة التي توافرت في القرنين الماضيين، ولا نقول ما هو موجود منها الآن! وفي إطار تلك الأرصاد الصحيحة، رصد البتاني زاوية الميل الأعظم، وقاس موضع أوج الشمس في مسيرتها الظاهرية فألفاه قد تغير عن القياس الذي أجراه بطليموس في القرن الثاني الميلادي. وهذه هي أهم إنجازات البتاني في الفلك.
- صحح البتاني قيمة الاعتدالين الصيفي والشتوي.
- حسب قيمة ميل فلك البروج على فلك معدل النهار فوجدها 23 درجة و35 دقيقة (23° 35'). والدراسات الفلكية تبين لنا أنه لم يخطئ إلا في دقيقة واحدة حسب طول السنة الشمسية بدرجة عالية من الدقة، وبخطأ مقداره دقيقتان واثنتان وعشرين ثانية فقط.
- أجرى أرصادًا دقيقة للكسوف والخسوف. اعتمد عليها فلكيو الغرب في حساب تسارع القمر أثناء حركته خلال قرن من الزمان.
- برهن على احتمال حدوث الكسوف الحلقي للشمس. وفي ذلك مخالفة وتصحيح لرأي الفلكي السكندري بطليموس.
- حقق مواقع عدد كبير من النجوم، وصحح بعض نظريات حركات القمر وكواكب المجموعة الشمسية.
- توصل إلى نظرية قوية الأسانيد، توضح وتفسر أطوار القمر عند ولادته.

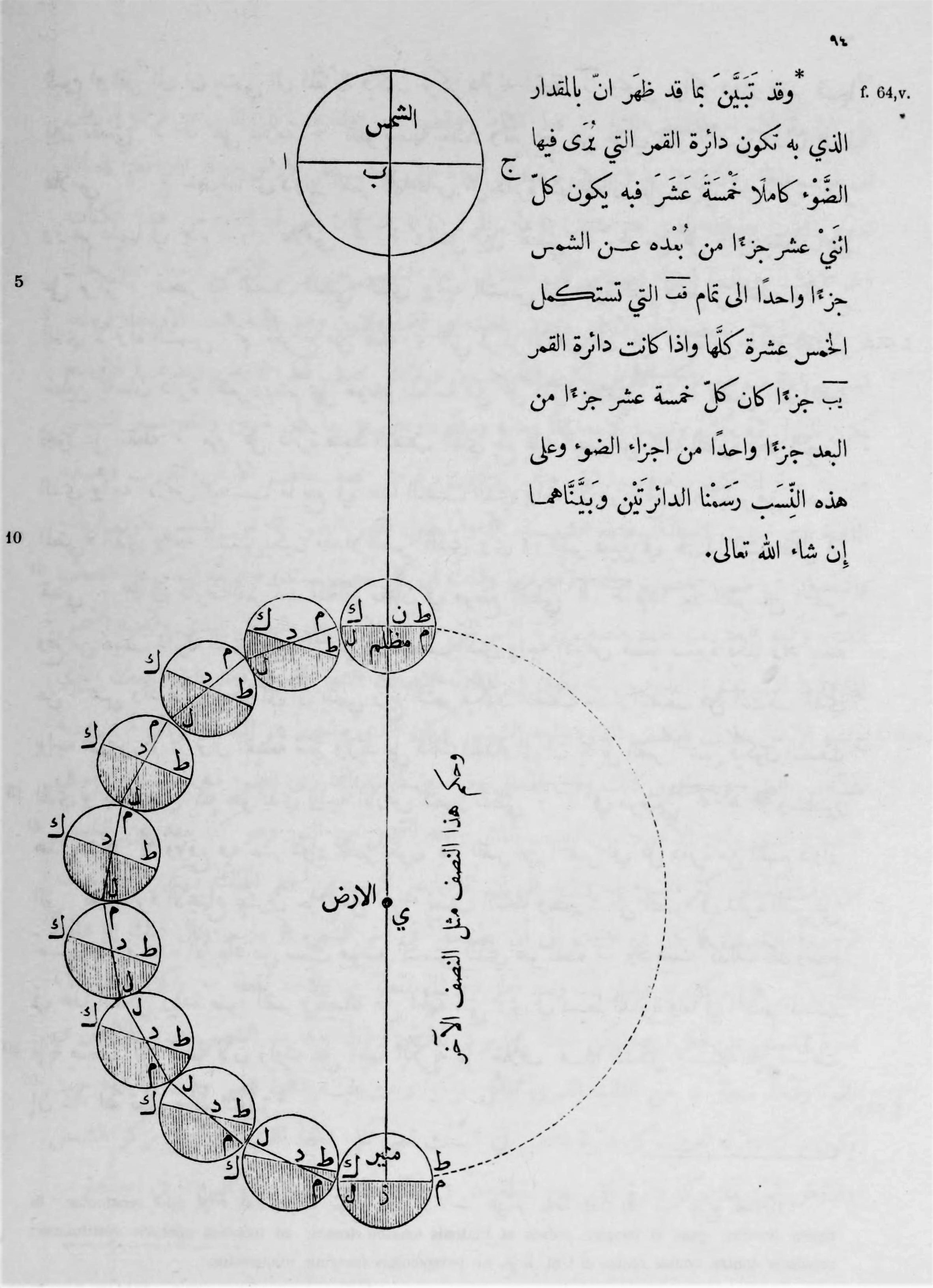
تخطيط البتاني لأطوار القمر.

- أوضح البتاني حركة الذنب للأرض.

### إنجازات البتاني في حساب المثلثات
- وصل البتاني إلى بعض المعادلات الأساسية والحلول المهمة في علم حساب المثلثات الكروية، وهو العلم الرياضي الذي أسهم إسهامًا كبيرًا في ارتقاء علم الفلك.
- البتاني هو أول من استبدل «الوتر» الذي كان بطليموس يستعمله بـ«الجيب»، وهو إحدى النسب المثلثية ويساوي حاصل قسمة طول الضلع المقابل للزاوية على وتر المثلث القائم الزاوية.
- توصل البتاني إلى معادلة جبرية لحساب قيمة الزاوية بمعلومية النسبة بين جيبها وجيب تمامها.
- البتاني هو أول من حسب الجداول الرياضية لنظير المماس.
- البتاني هو من أوائل العلماء المسلمين الذين استخدموا الرموز في تسهيل العمليات الرياضية.

### البتاني يصحح رأي بطليموس
كان الفلكيون قبل البتاني وعلى رأسهم بطليموس، يقولون بثبات ميل حركة أوج الشمس بحساب دائرة الفلك، إلى أن جاء البتاني فبيّن أن الميل يتغير مع الزمن، وأن أوج الشمس والتباعد المركزي لمسارها قد تغير منذ عهد «أبرخس»، على الرغم من أن بطليموس أكد ثباتها. ولم ينس البتاني أن يوضح أن حركة أوج الشمس هي حركة الاعتدالين، ومن ذلك أوجد أن طوال السنة المدارية هو (365) يومًا و (5) ساعات و (46) دقيقة و (34) ثانية، أي بخطأ نقصانٍ مقداره دقيقتان و (22) ثانية. بينما كان خطأ بطليموس بزيادةٍ مقدارها (6) دقائق و (26) ثانية؛ كما أنه أوضح كيفية تغير القطر الظاهري للشمس والقمر، مثبتًا إمكانية حدوث الكسوف الحلقي للشمس، بعكس ما كان يظنه بطليموس. وقد استخدم البتاني في إثبات ذلك أجهزة فلكية من صنعه، منها جهاز لقياس الارتفاع الزاوي للشمس. هذا الجهاز الذي يتألف من عامود شاقولي طوله موضوع على مستوى أفقي يقاس عليه طول ظل هذا العامود.

### مؤلفات البتاني
ألف البتاني عددًا كبيرًا من المؤلفات، تضمنت أرصاده الدقيقة ومقارناته بين التقاويم المعروفة لدى الأمم المختلفة (الهجري، الفارسي، الميلادي، القبطي)، وأوصافه للآلات المستخدمة في عمليات الأرصاد الفلكية وطرق صناعتها. ومن أهم مؤلفات البتاني: كتاب معرفة مطالع البروج فيما بين أرباع الفلك، ورسالة تحقيق أقدار الاتصالات، وشرح المقالات الأربع لبطليموس، وكتاب تعديل الكواكب، وكتب ورسائل في علم الجغرافيا، وكتاب «الزيج الصابئ» أو «اَلزِّيجْ اَلصَّابِئَ، فِي حِسَابِ اَلنُّجُومِ وَفَلَكِ اَلْبُرُوجِ وَمَوَاضِعِ اَلْكَوَاكِبِ وَغَيْرِهَا»، هو أهم كتب البتاني العلمية، وضعه سنة (287هـ-900م) على أساس أرصاد قام بها في الرقة وأنطاكية في العام نفسه، متخذًا «زيج الممتحن» ليحيى بن منصور مرجعًا له. ويعد «الزيج الصابئ» أهم وأصح الأزياج المعروفة التي أثمرتها حضارة الصابئة المندائيين، وسمي بـ«الزيج الصابئ» نظرًا لانتماء البتاني إلى طائفة صابئة حران.
ويشتمل «الزيج الصابئ» على مقدمة، وسبعة وخمسين فصلًا، ضمّنها البتاني الكثير من أرصاده الفلكية وأفكاره ونظرياته في علم الفلك. وقد ترجم الكتاب إلى اللاتينية أكثر من مرة في القرن الثاني عشر، كما أمر «الفونسو العاشر» في «قشتالة» بنقله إلى الإسبانية، وأطلع عليه كبار الفلكيين الأوربيين ومنهم «كوبرنيكوس» في القرن السادس عشر الميلادي.
وفي عام (1899م) طبع الزيح الصابئ بـ«روما»، بعد أن حققه «كارلو نلينو» عن النسخة المحفوظة بمكتبة الاسكوريال بإسبانيا. ويضم الكتاب أكثر من ستين موضوعًا أهمها: تقسيم دائرة الفلك وضرب الأجزاء بعضها في بعض وتجذيرها وقسمتها بعضها على بعض، معرفة أقدار أوتار أجزاء الدائرة، مقدار ميل فلك البروج عن فلك معدل النهار وتجزئة هذا الميل، معرفة أقدار ما يطلع من فلك معدل النهار، معرفة مطالع البروج فيما بين أرباع الفلك، معرفة أوقات تحاويل السنين الكائنة عند عودة الشمس إلى الموضع الذي كانت فيه أصلًا، معرفة حركات سائر الكواكب بالرصد ورسم مواضع ما يحتاج إليه منها في الجداول في الطول والعرض.
عرف البتاني قانون تناسب الجيوب، واستخدم معادلات المثلثات الكرية الأساسية. كما أدخل اصطلاح جيب التمام، واستخدم الخطوط المماسة للأقواس، واستعان بها في حساب الأرباع الشمسية، وأطلق عليها اسم «الظل الممدود» الذي يعرف باسم «خط التماس».

## البتاني في عيون علماء الغرب

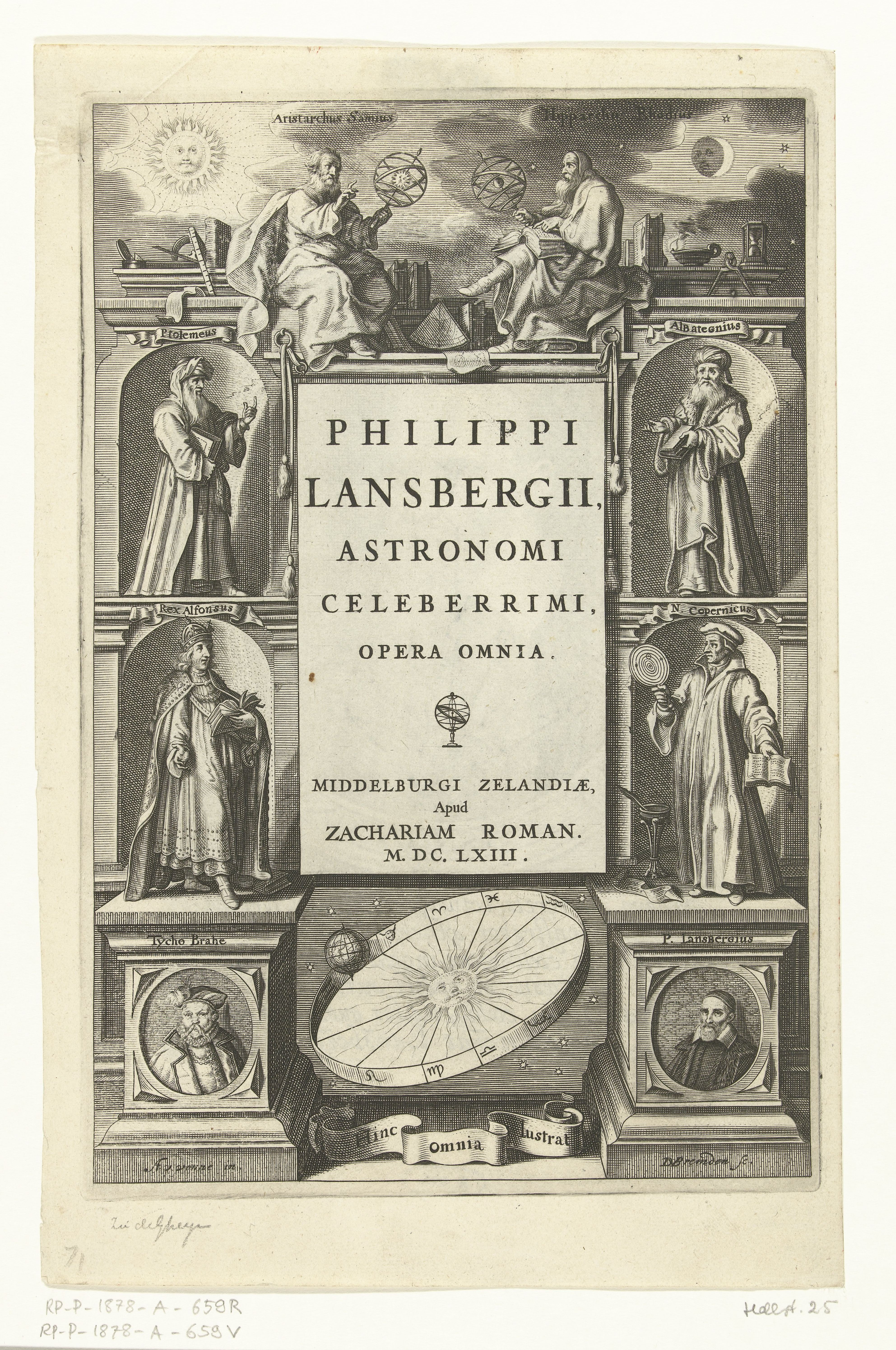
غلاف كتاب «جَدَاوِل الحَركات السَماوِية» لعالم الفلك الهولندي فيليب فان لانسبيرج، يُصور أعمدة علم الفلك: أرسطرخس الساموسي، بطليموس، ألفونسو العاشر، تيخو براهي، نيكولاس كوبرنيكوس، والبَتاني.

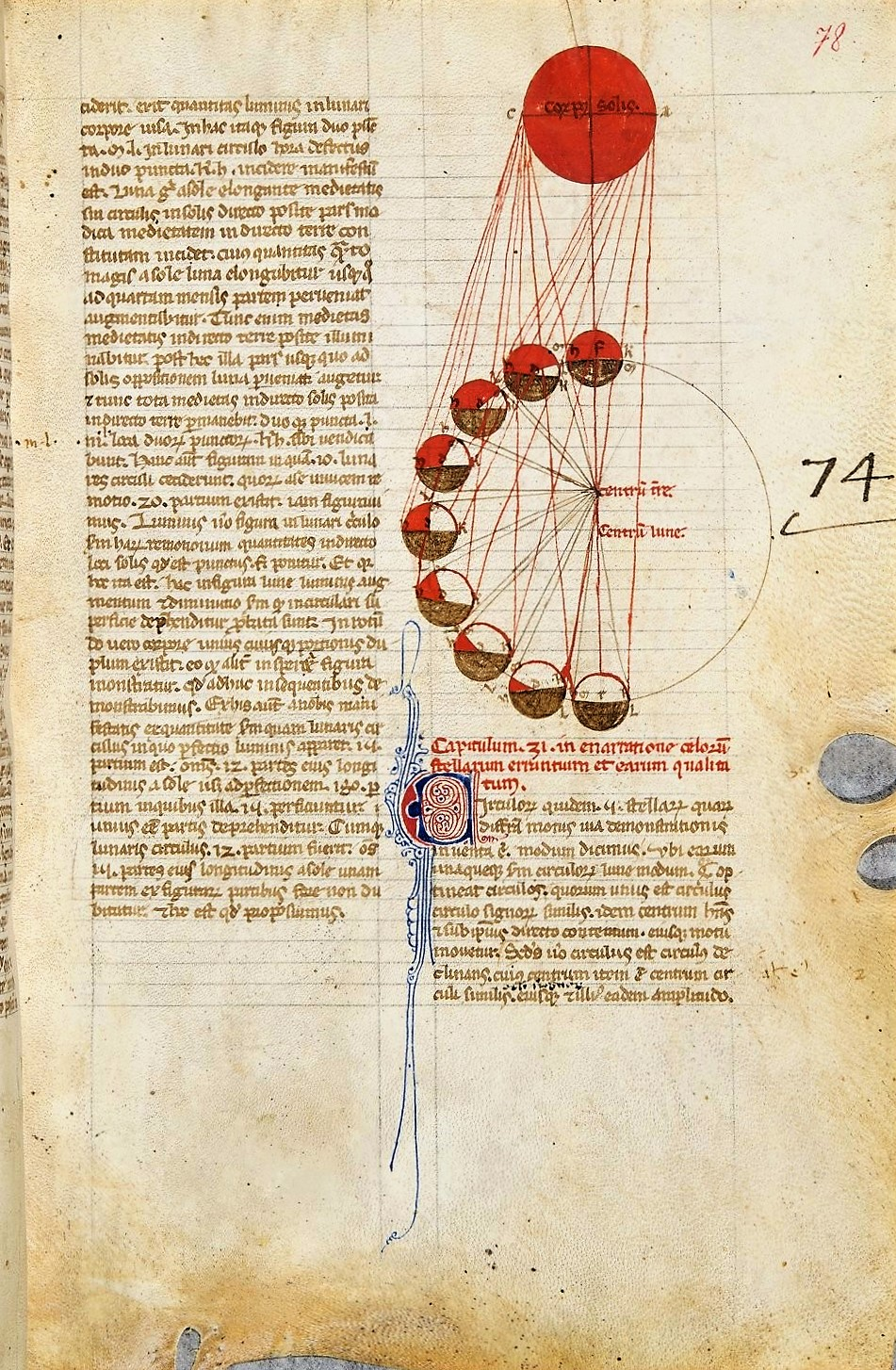
مطوية من نسخة لاتينية لـ«كتاب الزيج» للعلامة أبو عبد اللّٰه البتاني، مكتبة فرنسا الوطنية.

اعترف الفلكي الشهير إدموند هالي بدقة أرصاد البتاني، واعترف بذلك أيضًا «كاجوري» في كتابه «في تاريخ الرياضيات»، كما أشار مؤرخ العلم «جورج سارتون» إلى البتاني بإعجاب شديد باعتباره أعظم الفلكيين المسلمين. واعترف المستشرق الإيطالي «نللينو» أن أرصاد البتاني في الزيج، كان لها أعظم الأثر على تطور علم المثلثات الكروية في أوروبا. وقال عنه «جوزيف شاخت» في كتابه «تراث الإسلام»: (يعتبر البتاني عالما بارزاً بين جميع الفلكيين العرب والمسلمين. فقد وضع جداول الزيج، وقام بأرصاد عديدة لها إلى جانب كبير من الدقة لدرجة أنه استطاع إثبات حدوث الكسوف الحلقي للشمس).
وبعد ذلك بعدة قرون، تمكّن «دنثورن» (Dunthorne) بالاعتماد على أرصاد البتاني من تحديد تسارع القمر في حركته حول الأرض.
وعن البتاني ذكرت دائرة المعارف الإسلامية الإنجليزية: «البتاني فلكي ورياضي عربي مشهور، ويعتبر أحد أعلام رجال الفلك في العالم، ولد في» بتان«بنواحي» حران«. وقد أسهم في وضع أساس علم المثلثات الحديثة ووسع نطاقها، واكتشف الكثير من حقائق علم الفلك، ولم يُعلَم أحدٌ في الإسلام بلغ مبلغ البتاني في تصحيح أرصاد الكواكب وامتحان حركتها. وهو أول من اكتشف» السمت«و» النظير«وحدد نقطتهما في السماء، وعني برصد الكسوف والخسوف، وصحح بعض نتائج بطليموس الإسكندري».
ولمكانة البتاني العلمية، أطلق علماء الفلك الغربيون اسمه على أحد سهول القمر (Albategnius).
كما ذكره معجم ماكميلان لعلم الفلك ضمن قائمة مشاهير علم الفلك عبر التاريخ. وفي كتابه "The Spirit of Islam"، أي «روح الإسلام» يقول المفكر الإسلامي الهندي سيد أمير علي عن البتاني: (شكلت جداوله الفلكية -المترجمة إلى اللغة اللاتينية- ركائز علم الفلك لقرون عدة، ومع ذلك فالبتاني معروف أكثر في تاريخ الرياضيات باعتباره أول من أدخل الجيب وجيب التمام بدلًا من الوتر في الحسابات الفلكية وحساب المثلثات). ويعتبر كتاب (الزيج) واحدًا من أهم مائة كتاب في التراث العربي الإسلامي الكريم، وأهم كتاب فلك عربي إسلامي، لأن القائمة التي عددت المائة كتاب، لم تحو من كتب الفلك العربية الإسلامية شيئًا غيره.

## إسهاماته
- أسهم في مجال علم الجبر وحساب المثلثات وإليه ينسب الفضل في ابتكار مقاليب النسب المثلثية الأساسية (قا، قتا، ظتا).
- يقال أيضا أن البتاني كان من أوائل العلماء الذين اكتشفوا كروية الأرض، وأن كل كوكب يسير في مسار إهليلجي.
- الأستاذ الزركلي في كتابه الأعلام (لم يعلم أحداً في الإسلام بلغ مبلغ بن جابر – البتاني – في تصحيح أرصاد الكواكب وامتحان حركاتها)، وقال أيضاً: (أول من كشف السمت (azimuth) والنظير (nadir) وحدد نقطتهما في السماء).
- أول من اكتشف حركة الأوج الشمسي وتقدم المدار الشمسي وانحرافه.
- يقول «نيلنو» (إن له رصودا جليلة للكسوف والخسوف اعتمد عليها دنتورن سنة 1749 م في تحديد تسارع القمر في حركته خلال قرن من الزمان).
- يقول لالند الفرنسي: (البتاني أحد الفلكيين العشرين الأئمة الذين ظهروا في العالم كله).
- هو أول من اكتشف هذه الصيغ المثلثية:[2]
{\displaystyle b\sin(A)=a\sin(90^{\circ }-A)}
- وأيضا:
{\displaystyle \tan a={\frac {\sin a}{\cos a}}}
{\displaystyle \sec a={\sqrt {1+\tan ^{2}a}}}
{\displaystyle \sin x={\frac {a}{\sqrt {1+a^{2}}}}}

## وفاته
يذكر صاحب الاعلام أنه ارتحل مع بعض أهل الرقة إلى بغداد للشكوى في مظلمة، فلما رجع مات في طريقه بقصر الجص، قرب سامراء. وكان ذلك حوالي سنة 929م.
أنشئ لهُ تمثال في مدينة الرقة في سوريا، الا ان هذا التمثال تعرض لعملية تخريب من قبل إحدى الجماعات المسلحة في عام 2013 حيث هدم من أساسه وأسقط أرضا.

## وصلات خارجية
- بحث عن البتاني، خالد العاني من جمعية هواة الفلك السورية
- تمثال البتاني بعد تخريبه

ملاحظة: البتاني، تنطق (البِتَّاني) بكسر الباء أو (البَتَّاني) بفتح الموحدة.